# Thriambeutis
Thriambeutis is een geslacht van vlinders van de familie roestmotten (Heliodinidae), uit de onderfamilie Orthoteliinae.

## Soorten
- T. coryphaea Meyrick, 1912
- T. deuterarcha Meyrick, 1938
- T. hemicausta Meyrick, 1910
- T. melanocephala Diakonoff, 1948